# Żołnierski blues
Żołnierski blues – film muzyczny z 1960 roku utrzymany w stylu komedii romantycznej. Główną rolę gra w nim Elvis Presley. W cotygodniowym rankingu magazynu Variety film znalazł się na drugim miejscu oraz otrzymał nagrodę Laurel Award w kategorii najlepszy musical 1960 roku.

## Fabuła
Tulsa McLean służy w armii jako działonowy czołgu. Razem z radiooperatorem Cookym i kierowcą Rickiem stacjonuje w Niemczech Zachodnich. Tworzą zespół muzyczny „The Three Blazes” który występują w nocnych klubach. W czasie jednego z występów uwagę zespołu zwraca tancerka Lili. Ponieważ ma ona reputację nieprzystępnej, Tulsa zakłada się, ze swoim przyjacielem Dynamite o 300 dolarów, że spędzi u niej noc. Wykorzystując swój urok zaprzyjaźnia się z dziewczyną i odkrywa, że wbrew powszechnej opinii jest ona całkiem miła i sympatyczna. Zakochuje się w niej, ale pomimo tego, że często bywa u niej w domu to zawsze o zmierzchu jest wypraszany. Tymczasem jego przyjaciel Rick zostaje ojcem. Gdy któregoś dnia on i jego żona muszą wyjść z domu, proszą McLeana o opiekę nad dzieckiem. Ponieważ jednak zupełnie nie daje sobie z tym rady, dzwoni do Lili po pomoc, która proponuje by przyniósł dziecko do jej domu. W ten sposób spędza u niej noc, wygrywa zakład i zdobywa jej serce.

## Obsada
- Elvis Presley jako Tulsa McLean
- Juliet Prowse jako Lili
- Robert Ivers jako Cookie
- James Douglas jako Rick
- Letícia Román jako Tina
- Sigrid Maier jako Marla
- Arch Johnson jako sierżant McGraw
- Mickey Knox jako Jeeter
- John Hudson jako kapitan Hobart
- Trent Dolan jako Mickey

## Produkcja
Powołanie Elvisa do wojska spowodowało jego zniknięcie ze sceny muzycznej na dwa lata. W tym czasie piosenki, które wydał w latach 50. były już klasykami a on niekwestionowanym królem rock and rolla. Jednak w czasie jego nieobecności zaszło wiele zmian na rynku muzycznym a rockandrollowe piosenki straciły swoją drapieżność i spontaniczność. Menadżer Pułkownik Parker postanowił dostosować Elvisa do nowych trendów i zrobić z niego aktora oraz piosenkarza, który byłby do przyjęcia przez wszystkich. Żołnierski blues miał zaprezentować jego nowy wizerunek. Choć od nakręcenia ostatniego filmu, Król Kreol minęło dwa lata, a krytyka nie zostawiła na jego wcześniejszych filmach suchej nitki, to Elvis nadal wiązał swoją przyszłość z aktorstwem.
Osiem miesięcy przed zakończeniem służby wojskowej w Niemczech, Elvisa odwiedził  producent Hal B. Wallis, który przybył specjalnie po to, by pokazać mu scenariusz Żołnierskiego blusea i sfilmować kilka oryginalnych miejsc jego służby. Chociaż niektóre z tych scen zostały wykorzystane w filmie, to w żadnej z nich nie pojawia się Presley. Armia dostarczyła na potrzeby filmu czołgi i inne pojazdy oraz wyznaczyła oficera Johna J. Mawna (1915 – 2007) na konsultanta technicznego.
Elvis wrócił z wojska w marcu 1960 roku a pracę nad filmem rozpoczął pod koniec kwietnia. Producent Hal Wallis zadbał o atrakcyjną obsadę, a scenariusz oparto częściowo na przebiegu służby piosenkarza. Gdy 23 listopada 1960 roku na ekrany kin wszedł jego pierwszy po dwuletniej przerwie film, krytycy zgodnie uznali, że Elvis wypadł w nim zaskakująco dobrze. Chwalili go nawet ci, którzy wcześniej odmawiali mu talentu. Mimo iż sam obraz nie został zbyt wysoko oceniony, to przyciągnął do kin tłumy ludzi i uplasował się na czternastym miejscu najbardziej kasowych filmów 1960 roku. Nominowano go także do dwóch nagród Grammy. Film okazał się później jednym z najbardziej popularnych musicali Elvisa.
Sukces Żołnierskiego bluesa, jak na ironię stał się wyznacznikiem dla kolejnych filmów muzycznych Elvisa, które producenci masowo kręcili w latach 60., a których Presley nie cierpiał. Jego następne dwa filmy, Płonąca gwiazda i Dzikus z prowincji, gdzie pojawia się więcej pojazdów, mniej piosenek i poważniejsze podejście do fabuły, odniosły mniejszy sukces niż ich poprzednik, więc powrócono do muzycznych komedii. Wydane w 1961 roku Błękitne Hawaje odniosły jeszcze większy sukces niż Żołnierski blues i stały się najpopularniejszym filmem Elvisa, jednak jego wadą było to, że producenci zaczęli masowo robić podobne, co niekorzystnie wpłynęło na ich jakość i karierę aktorską piosenkarza.  

## Ciekawostki
- Zespół McLeana w jednym z barów znajduje w szafie grającej nagranie Blue Suede Shoes śpiewane przez jakiegoś Elvisa.
- Roboczy tytuł filmu brzmiał Café Europa.
- Na planie filmu wizytę Elvisowi złożyli m.in. Shirley MacLaine, Dean Martin, król i królowa Nepalu, księżniczka Małgorzata z Danii, księżniczka Astrid z Norwegii oraz księżniczka Małgorzata ze Szwecji.
- Tydzień przed premierą kinową w Hollywood odbył się specjalny pokaz filmu, podczas którego zbierano pieniądze dla Hemophilla Foundation. Na pokazie obecny był Ronald Reagan, Juliet Prowse i Cesar Romero[1].